# Ga Yeosu–EXPO
Ga Yeosu–EXPO (Tiếng Hàn: 여수엑스포역, Hanja: 麗水엑스포驛) là ga đường sắt và ga cuối trên Tuyến Jeolla ở Deokchung-dong, Yeosu-si, Jeollanam-do. Có một Depot Yeosu gần đó. KTX, SRT, ITX-Saemaeul, ITX-Maum, Mugunghwa-ho và Tàu biển Namhae dừng ở đây và các chuyến tàu của Tuyến Jeolla hoạt động tại ga này là điểm xuất phát và kết thúc. Nó được đăng ký là YeosuEXPO (Tiếng Anh: Yeosu–EXPO)  trong mạng máy tính của Tổng công ty Đường sắt Hàn Quốc và là Expo trong Hệ thống thông tin hậu cần đường sắt. Cùng với dự án điện khí hóa đường đôi Tuyến Jeolla, nhà ga đã được chuyển về phía bắc của địa điểm hiện tại vào ngày 23 tháng 12 năm 2009 và địa điểm Ga Yeosu hiện tại đã bị phá bỏ và sử dụng làm địa điểm tổ chức Triển lãm Thế giới 2012. Ga Yeosu cũ cũng là địa điểm quay bộ phim 'Vinh quang gia tộc'. Tất cả các đoạn từ ga này đến Ga Iksan đều ở trên mặt đất. KTX khai thác một chuyến tàu vào đêm khuya. KTX-Sancheon có hai chuyến tàu đỗ vào đêm khuya. ITX-Saemaeul vận hành một chuyến tàu vào đêm khuya. Có 6 chuyến tàu trên chuyến tàu Mugunghwa-ho vào đêm khuya.

## Lịch sử
- 25 tháng 10 năm 1930: Khai trương với tên gọi Ga không người lái Ga Yeosu
- 15 tháng 8 năm 1945: Ga cảng Yeosu bị bãi bỏ. Dịch vụ vận tải bị đình chỉ với Nhật Bản
- 1 tháng 9 năm 1971: Chỉ định trạm chở hàng antraxit[2]
- 12 tháng 6 năm 1980: Khởi công xây dựng nhà ga mới
- 27 tháng 12 năm 1980: Hoàn thành xây dựng nhà ga mới
- 1 tháng 5 năm 2006: Ngừng xử lý hàng hóa[3]
- 31 tháng 10 năm 2009: Việc xử lý hàng hóa chấm dứt.
- 23 tháng 12 năm 2009: Di dời ga (Gonghwa-dong → Deokchung-dong)
- 1 tháng 10 năm 2011: Thay đổi tên ga (Ga Yeosu → Ga Yeosu Expo)
- 5 tháng 10 năm 2011: Khai trương KTX
- 27 tháng 9 năm 2013: Khai trương Tàu biển Namhae
- 1 tháng 6 năm 2014: Khai trương ITX-Saemaeul
- 9 tháng 12 năm 2016: Khai trương Nuriro
- 30 tháng 6 năm 2018: Kết thúc dịch vụ Nuriro
- 1 tháng 9 năm 2023: SRT (2 chuyến khứ hồi mỗi ngày), Khai trương ITX-Maum

## Bố trí ga
| ↑ Yeocheon       |
| １２ \| ３４ \|  |
|                  |
| Bắt đầu·Kết thúc |

| １~４ | Tuyến Jeolla | · ITX-Saemaeul · ITX-Maum Mugunghwa-ho · S-train | ← Hướng đi Iksan · Yongsan · Suseo |

## Thư viện

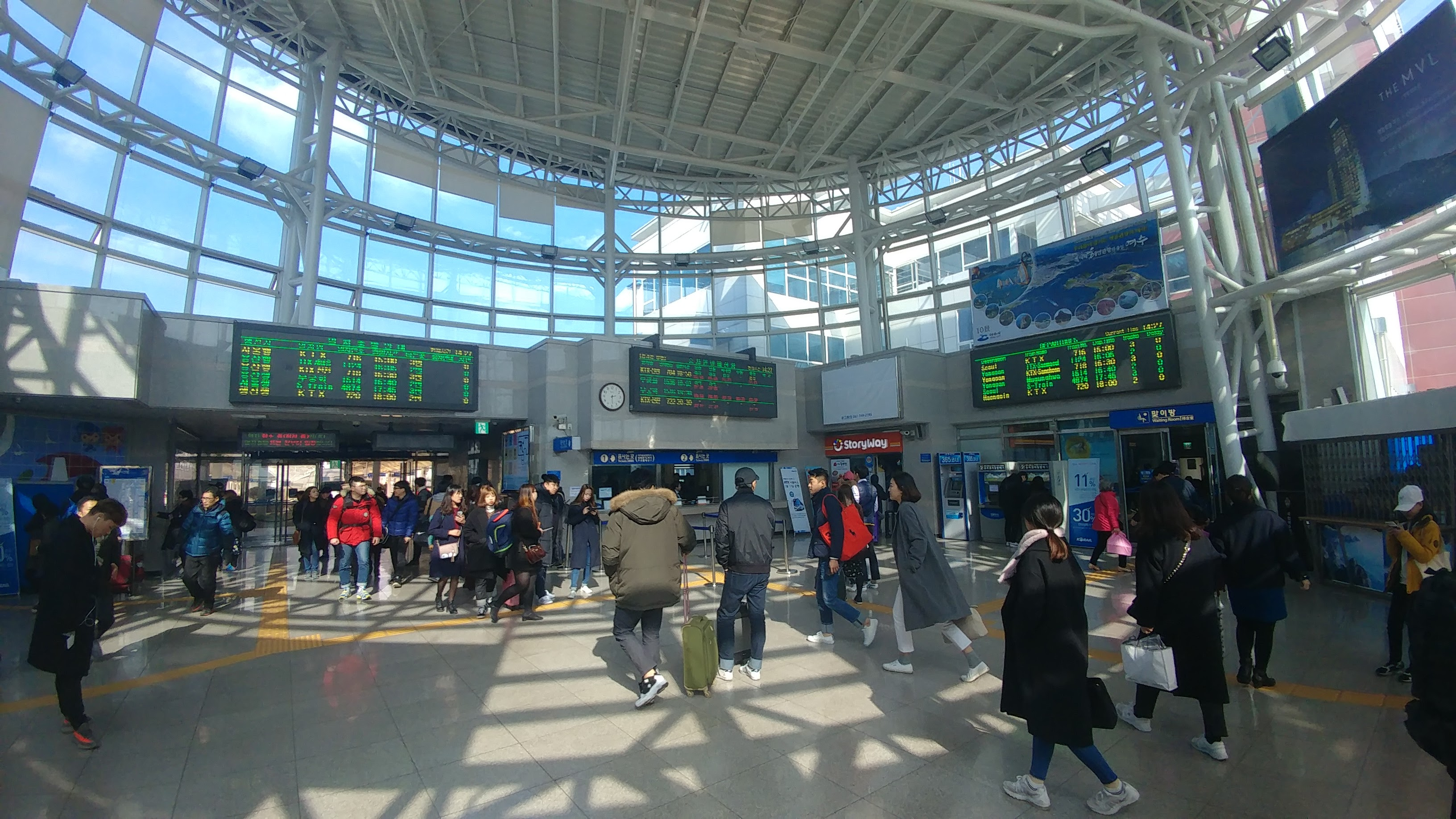
Bên trong ga triển lãm Yeosu

## Ga kế cận
Hầu hết các chuyến tàu chạy qua ga này đều bắt đầu từ Ga Yongsan và Ga Iksan. Nó hoạt động 4 lần một ngày đến Ga Haengsin.